# Artëmovskij (Oblast' di Sverdlovsk)
Artëmovskij è una città della Russia siberiana estremo occidentale (Oblast' di Sverdlovsk), situata sul fiume Bobrovka (affluente dell'Irbit), 120 km a nordest del capoluogo Ekaterinburg; è il capoluogo amministrativo del distretto omonimo.
È intitolata al rivoluzionario bolscevico Fëdor Andreevič Sergeev, noto come Artëm.

## Società

### Evoluzione demografica
Fonte: mojgorod.ru
- 1959: 34.800
- 1979: 39.200
- 1989: 41.200
- 2007: 33.700